# Åby naturvårdsområde
Åby är ett naturvårdsområde (sedan 1999 likställt med naturreservat) i Tossene socken i Sotenäs kommun i Bohuslän. Området som hör till EU-nätverket Natura 2000 består av djurparken Nordens Ark med omgivande strandängar vid Åbyfjorden. Naturvårdsområdet inrättades 1989 och är omkring 64 hektar stort. Området förvaltas av Stiftelsen Åby Avelscentrum.